# Fünfseen
Fünfseen är en kommun i Landkreis Mecklenburgische Seenplatte i förbundslandet Mecklenburg-Vorpommern i Tyskland.
Kommunen bildades den 1 januari 2005 genom en sammanslagning av de tidigare kommunerna Adamshoffnung, Grüssow, Kogel, Rogeez och Satow.
Kommunen ingår i kommunalförbundet Amt Malchow tillsammans med kommunerna Alt Schwerin, Göhren-Lebbin, Malchow, Nossentiner Hütte, Penkow, Silz, Walow och Zislow.